# Jim's Wife
Jim's Wife è un cortometraggio muto del 1912. Non si conosce il nome del regista del film prodotto dalla Edison,

## Produzione
Il film fu prodotto dalla Edison Company.

## Distribuzione
Distribuito dalla General Film Company, il film - un cortometraggio in una bobina - uscì nelle sale cinematografiche statunitensi il 28 maggio 1912.